# Erwin Wolf (Trompeter)
 Erwin Georg Wolf (* 7. Dezember 1919 in Plauen; † 30. September 1994 in Münster) war ein deutscher Trompeter und Hochschullehrer.

## Leben
Erwin Wolf wurde 1919 in Plauen im Vogtland zu Beginn der Weimarer Republik geboren und wuchs in die Zeit des Nationalsozialismus hinein. Seine erste musikalische Ausbildung erhielt er in der „Stadtpfeife“ in Mylau. Ab 1938 wurde er vom Theater Plauen und dem Rundfunkorchester Dresden als Trompeter engagiert. Bei Ausbruch des Zweiten Weltkriegs wurde er eingezogen und kam zum Luftwaffenmusikkorps Dresden. Nebenbei war er bis Mai 1941 erster Trompeter der Dresdner Philharmonie.
Bei Kriegsende befand sich Wolf in englischer Kriegsgefangenschaft, aus der er auf Betreiben von Hans Schmidt-Isserstedt entlassen wurde, der ihn daraufhin als Solo-Trompeter des neu gegründeten Rundfunk-Sinfonie-Orchesters Hamburg einsetzte. Wenig später kehrte er aus familiären Gründen nach Dresden zurück und wurde noch in der Sowjetischen Besatzungszone zum 1. August 1946 Kammervirtuose der Sächsischen Staatskapelle Dresden. In der bald darauf gegründeten Deutschen Demokratischen Republik wirkte Wolf sowohl als Solo-Trompeter der Sächsischen Staatskapelle Dresden wie auch als Lehrbeauftragter an der Dresdner Hochschule für Musik Carl Maria von Weber. 1957 verließ Erwin Wolf mit seiner Familie die DDR jedoch aus politischen Gründen und erhielt in der niedersächsischen Landeshauptstadt Hannover ein Engagement am Staatstheater Hannover zum 1. August des Jahres in der Nachfolge von Walter Holy. Im Jahr 1961 wurde er zum Solo-Trompeter des Bayreuther Festspielorchesters berufen, oftmals trat Wolf auch als Solo-Trompeter der NDR Radiophilharmonie in Hannover auf. Unterdessen hatte Wolf im Jahr 1961 gemeinsam mit Heinz Hennig und Barbara Koerppen das hannoversche Jugendsinfonieorchester gegründet.
Später schied Erwin Wolf aus dem Staatstheater Hannover aus, da er sich nun voll seiner neuen Lehrtätigkeit als Professor für Trompete an der Staatlichen Hochschule für Musik und Theater in Hannover widmete. Bei seinem Eintritt in den Ruhestand zum 1. September 1981 wurde er dort von Siegfried Göthel abgelöst.
Zu diesem Zeitpunkt zeigte er bereits deutliche Anzeichen seiner Parkinson-Erkrankung.
Erwin Wolf hat zwei Söhne: Dieter, geboren am 25. Juli 1949 in Dresden, der ebenfalls Trompeter wurde, sowie Werner, geboren 1944 in Dresden, der als Kontrabassist tätig war.

## Schüler (Auswahl)
Schüler von Erwin Wolf waren:
- Siegfried Göthel (1942–2004)
- Rudolf Haase[1]
- Baldur Höhne[1]
- Dieter Wolf[1]